# San Francisco del Rincón (kommun)
San Francisco del Rincón är en kommun i Mexiko.   Den ligger i delstaten Guanajuato, i den centrala delen av landet, 300 km nordväst om huvudstaden Mexico City.
Följande samhällen finns i San Francisco del Rincón:
- San Francisco del Rincón
- San Roque
- San Ignacio de Hidalgo
- San Roque de Montes
- Fraccionamiento Villa Jardín
- Estación de San Francisco
- Barrio de Guadalupe del Mezquitillo
- Fraccionamiento la Mezquitera
- Sauz de Armenta
- Tortugas
- El Salto de Abajo
- Monterrey
- El Centro
- Vista Hermosa
- San José de la Barranca
- San Antonio de la Paz
- Tecolote
- La Muralla del Cadillal
- San Rafael de Estala
- La Escondida
- Álamos del Río
- Nuevo Mexiquito
- El Refugio
- San José de los Fresnos
- Maravillas
- Rancho Grande
- El Capadero
- San Francisco Buenavista
- Valle de Águilas
- El Tejocote
- El Guaje
- San José de las Fuentes
- Fraccionamiento Pedroza
- San Antonio de Funes
- San Germán